# Vladičin Han
Vladičin Han (ćirilično Владичин Хан) je grad i središte istoimene općina u Republici Srbiji. Nalazi se u Središnjoj Srbiji i pripada Pčinjskom okrugu.

## Stanovništvo
Prema popisu stanovništva iz 2002. godine u naselju živi 8.338.
| Etnički sastav 2002. |            |        |
| Narod                | Stanovnika | %      |
| Srbi                 | 7.821      | 93,79% |
| Romi                 | 361        | 4,32%  |
| Bugari               | 26         | 0,31%  |
| Makedonci            | 18         | 0,21%  |
| Crnogorci            | 6          | 0,07%  |
| Jugoslaveni          | 6          | 0,07%  |
| Hrvati               | 4          | 0,04%  |
| Muslimani            | 2          | 0,02%  |
| ostali               | 5          | 0,5%   |
| nepoznato            | 9          | 0,10%  |

| broj stanovnika | 1262  | 1728  | 2395  | 3809  | 6207  | 7835  | 8338  |
|                 | 1948. | 1953. | 1961. | 1971. | 1981. | 1991. | 2002. |

## Vanjske poveznice
- Karte, položaj, vremenska prognoza grada  Arhivirana inačica izvorne stranice od 20. siječnja 2009. (Wayback Machine)
- Neslužbena stranica grada  Arhivirana inačica izvorne stranice od 7. prosinca 2019. (Wayback Machine)